# St. Marys (Ohio)
St. Marys és una població dels Estats Units a l'estat d'Ohio. Segons el cens del 2000 tenia 8.342 habitants.

## Demografia
Segons el cens del 2000, St. Marys tenia 8.342 habitants, 3.218 habitatges, i 2.240 famílies. La densitat de població era de 743,8 habitants/km².
Dels 3.218 habitatges en un 35,1% hi vivien nens de menys de 18 anys, en un 54,9% hi vivien parelles casades, en un 10,6% dones solteres, i en un 30,4% no eren unitats familiars. En el 26,9% dels habitatges hi vivien persones soles el 12% de les quals corresponia a persones de 65 anys o més que vivien soles. El nombre mitjà de persones vivint en cada habitatge era de 2,55 i el nombre mitjà de persones que vivien en cada família era de 3,1.
Per edats la població es repartia de la següent manera: un 28,3% tenia menys de 18 anys, un 7,9% entre 18 i 24, un 28,5% entre 25 i 44, un 20,3% de 45 a 60 i un 14,9% 65 anys o més.
L'edat mediana era de 35 anys. Per cada 100 dones de 18 o més anys hi havia 88,5 homes.
La renda mediana per habitatge era de 38.673 $ i la renda mediana per família de 44.247 $. Els homes tenien una renda mediana de 38.371 $ mentre que les dones 22.080 $. La renda per capita de la població era de 17.682 $. Aproximadament el 5,7% de les famílies i el 7,3% de la població estaven per davall del llindar de pobresa.

## Poblacions més properes
El següent diagrama mostra les poblacions més properes.